# Barleria integrisepala
Barleria integrisepala är en akantusväxtart som beskrevs av Hung Pin Tsui. Barleria integrisepala ingår i släktet Barleria och familjen akantusväxter. Inga underarter finns listade i Catalogue of Life.